# NGC 1832
NGC 1832 (другие обозначения — MCG -3-14-10, IRAS05098-1544, PGC 16906) — спиральная галактика в созвездии Заяц.
Этот объект входит в число перечисленных в оригинальной редакции «Нового общего каталога».
В галактике вспыхнула сверхновая SN 2004gq типа Ib, её пиковая видимая звездная величина составила 15,5.
Галактика NGC 1832 входит в состав группы галактик NGC 1832. Помимо NGC 1832 в группу также входят MCG -3-14-1, MCG -3-14-4, MCG -2-14-2 и MCG -2-14-4.